# Кернах мак Фергуса
Кернах мак Фергуса (др.‑ирл. Cernach mac Fergusa; умер в 805) — король Лагора (Южной Бреги; 800—805) из рода Сил Аэдо Слане.

## Биография
Кернах был одним из сыновей правителя Лагора Фергуса мак Фогартайга, умершего в 751 году. Он принадлежал к Уи Хернайг, одной из двух основных ветвей рода Сил Аэдо Слане.
Братья Кернаха мак Фергусы, Маэл Дуйн и Айлиль, также как и их отец владели престолом Лагора. После смерти короля Айлиля, погибшего в результате несчастного случая в 800 году, Кернах сам получил власть над Южной Брегой. Его семейные владения находились в окрестностях Калатриума, а королевская резиденция на озере Лох-Габор.
О правлении Кернаха мак Фергусы ничего не известно. Он скончался в 805 году. В ирландских анналах в сообщениях об этом событии Кернах мак Фергуса называется только «королём Лох-Габора». Возможно, это должно свидетельствовать о том, что он не контролировал всей территории Южной Бреги. Предполагается, что противниками Кернаха мак Фергусы могли быть его родственники, правители брегского септа Сил Конайлл Грант.
Преемником Кернаха мак Фергусы на престоле Лагора стал Коналл мак Нейлл.